# Collégiale Saint-Nicolas d'Avesnes-sur-Helpe
La collégiale Saint-Nicolas d'Avesnes-sur-Helpe est une collégiale située dans la commune française d'Avesnes-sur-Helpe, dans le département du Nord. Elle a connu plusieurs modifications importantes jusqu'à nos jours.
Elle fait l’objet d’un classement au titre des monuments historiques depuis le 16 février 1913.

## Histoire
Le 5 avril 2021, un incendie provoque d'importants dégâts à l'intérieur de l'édifice. Une enquête est ouverte pour en connaître l'origine. Le retable de l'autel sud est détruit.

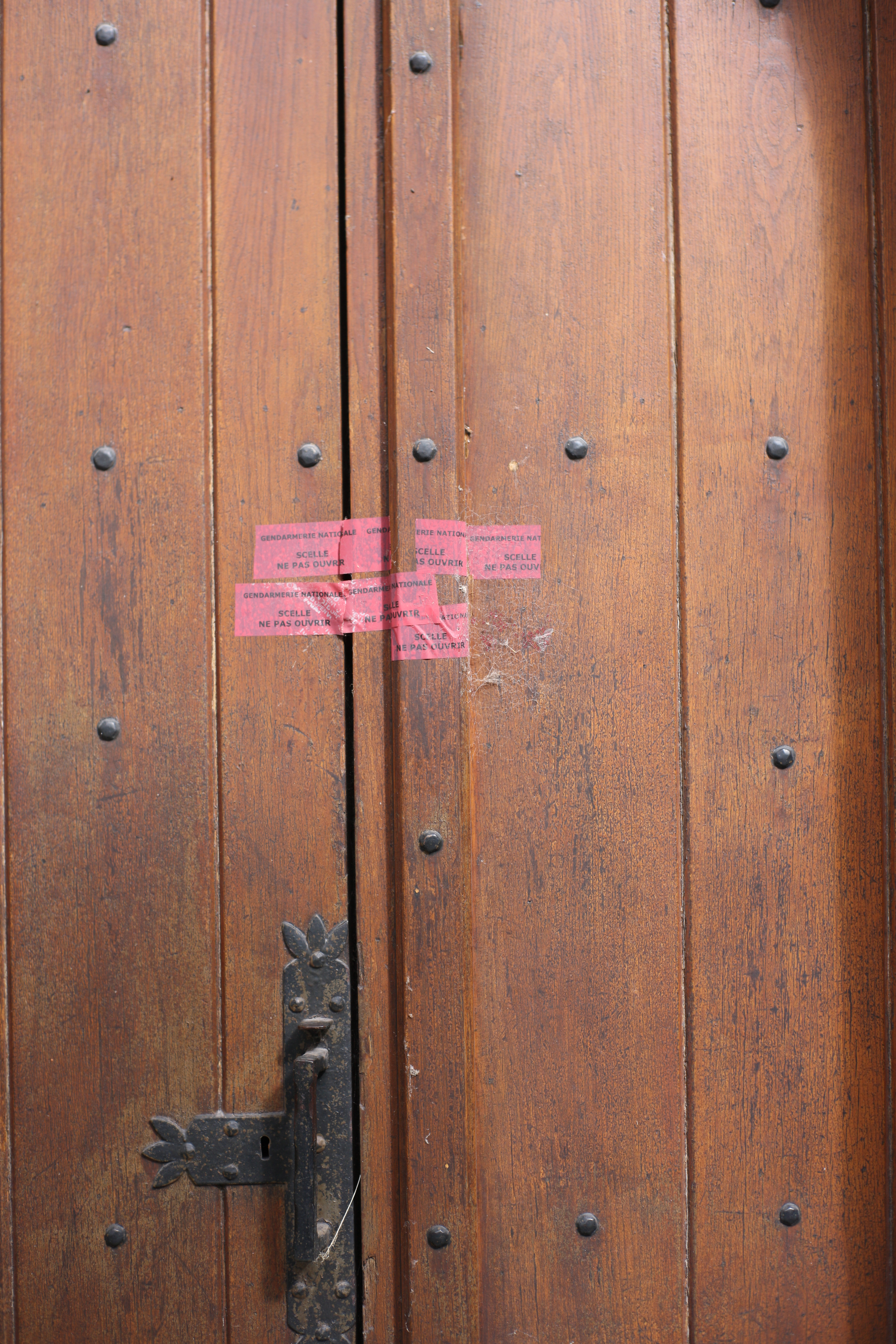
Scellés de la gendarmerie sur la porte (août 2022).

## Patrimonialité
La collégiale fait l’objet d’un classement au titre des monuments historiques depuis le 16 février 1913.

## Architecture
- le chœur est du XIIIe siècle avec des colonnes tronquées à environ 3 mètres du sol en 1534 pour permettre l'installation des stalles des chanoines ;
- en grande partie la nef a été reconstruite en pierres de Lez-Fontaine après un incendie en 1514 grâce aux libéralités de Louis d'Albret ;
- en entrant par le portail principal deux énormes piliers de 6 mètres de circonférence supportent la tour.

### Beffroi
Le carillon est installé dans la tour de l'église ; mais il a toujours eu un caractère communal. À l'origine l'hôtel de ville disposait d'un beffroi détruit en 1477 lors de la prise de la ville par Louis XI .
Lors de sa reconstruction au XVIe siècle une seule tour servit pour l'église et la commune. Elle existe toujours.
- la Charlotte donnée en 1514 par Charles Quint fondue par Simon Wagheven.

### En partant du portail, à gauche…
- La quatrième Chapelle Sainte-Anne avec retable montrant les premiers signes de l’art Baroque, à son sommet une statue de Sainte-Anne du XVe siècle.
- La grande chapelle de la Vierge Marie avec ses boiseries exécutées vers 1740 et ses toiles peintes de Louis Joseph Watteau représentant l’Annonciation, la Visitation et au centre l’Assomption.

### … puis à droite
- La chapelle Saint-Antoine ;
- La grande chapelle Saint-Nicolas ;
- La chapelle Notre-Dames-des - : d'après une légende, la Vierge entourée d'un essaim d'abeilles aurait repoussé les Français qui avaient envahi la ville en 1498[3],[4].

## Héraldique
|  | Blason de Gilles Albert Denis Doyen de la Collégiale d'Avesnes-sur-Helpe : D'azur au lion d'argent surmonté de trois abeilles d'or rangé en chef |

|  | Chapitre royal de Saint-Nicolas d'Avesnes-sur-Helpe : D'argent à un Saint Nicolas de carnation vêtu pontificalement de gueules, crosse et mitre d'or dans une niche à l'antique de sable, ayant au bas du flanc senestre une cuve de sable dans laquelle sont trois enfants de carnation et en pointe un écusson en losange brochant sur le saint et la cuve : Écartelé; au 1) d’argent à 3 fasces de gueules, au 2) de gueules plain, au 3) d’argent à 3 doloires de gueules, au 4) d’azur à 3 fleurs de lis d’or; sur le tout: parti, au 1) coupé a) d’or au créquier de gueules, b) d’or au lion de sable, 2) d’hermine plain. |

## Personnalités

### Doyens de la Collégiale
- M. Gilles Albert Denis (????-1699)
- M. C. Hannoye	(????-1897)
- M. Hécart (1897-1903)
- M. Deligny (1903-1908)
- M. Daubresse	(1908-1914)
- M. Gir (????-1924)
- M. A. Inglart	(1924-1935)
- M. Elie Deloge (1936-1939)
- M. Chanoine J. Bouché	(????-1963)
- Chanoine R. de la Motte Saint Pierre (1963-1970)
- Abbé J. Rousseaux (1970-1974)

### Autre
- Jeanne de Lalaing (†1467) enterrée auprès de son mari Olivier de Blois (†1433) dans la collégiale Saint-Nicolas d'Avesnes-sur-Helpe.

## Galerie de photographies

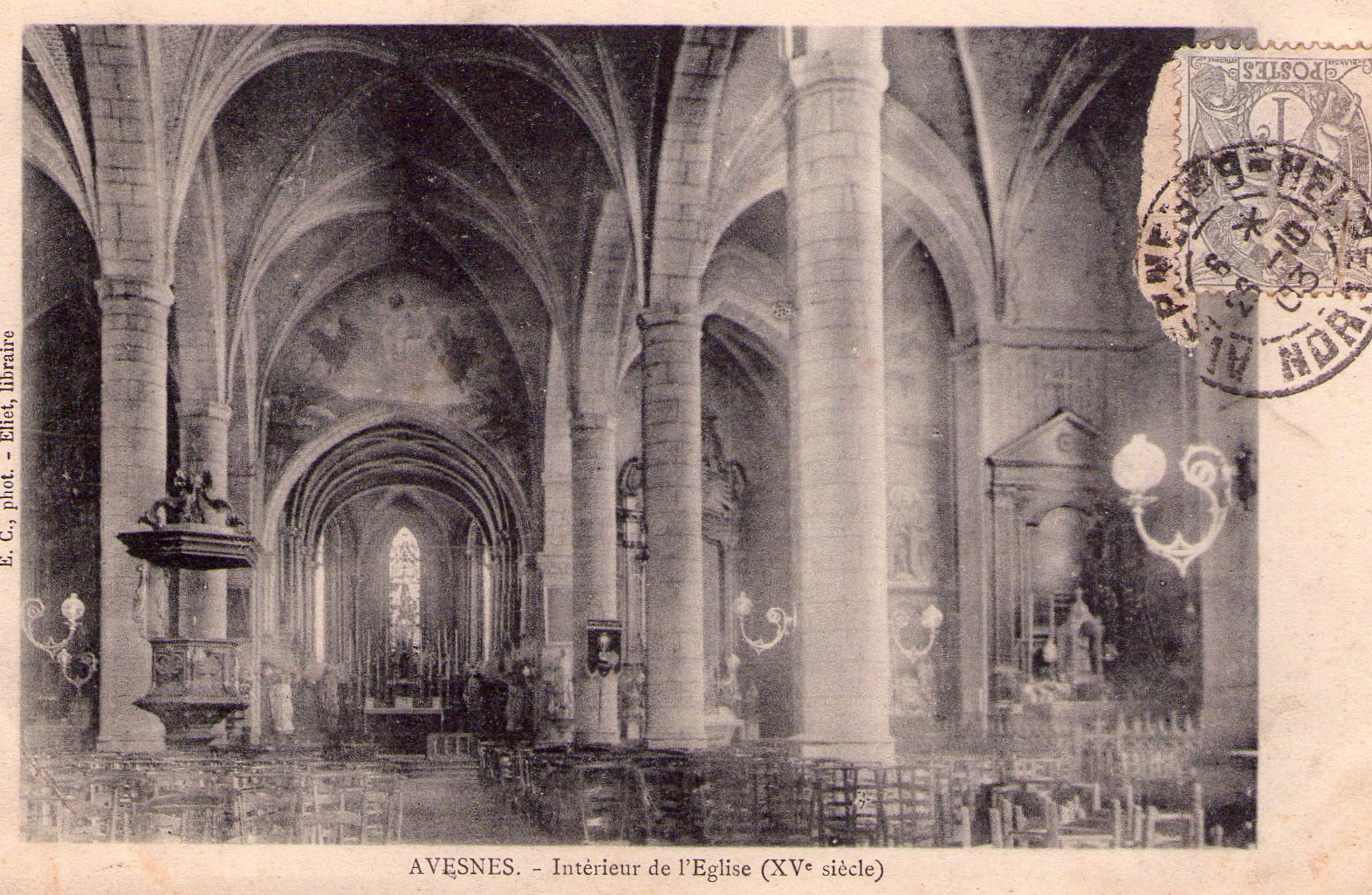
Intérieur 1903.
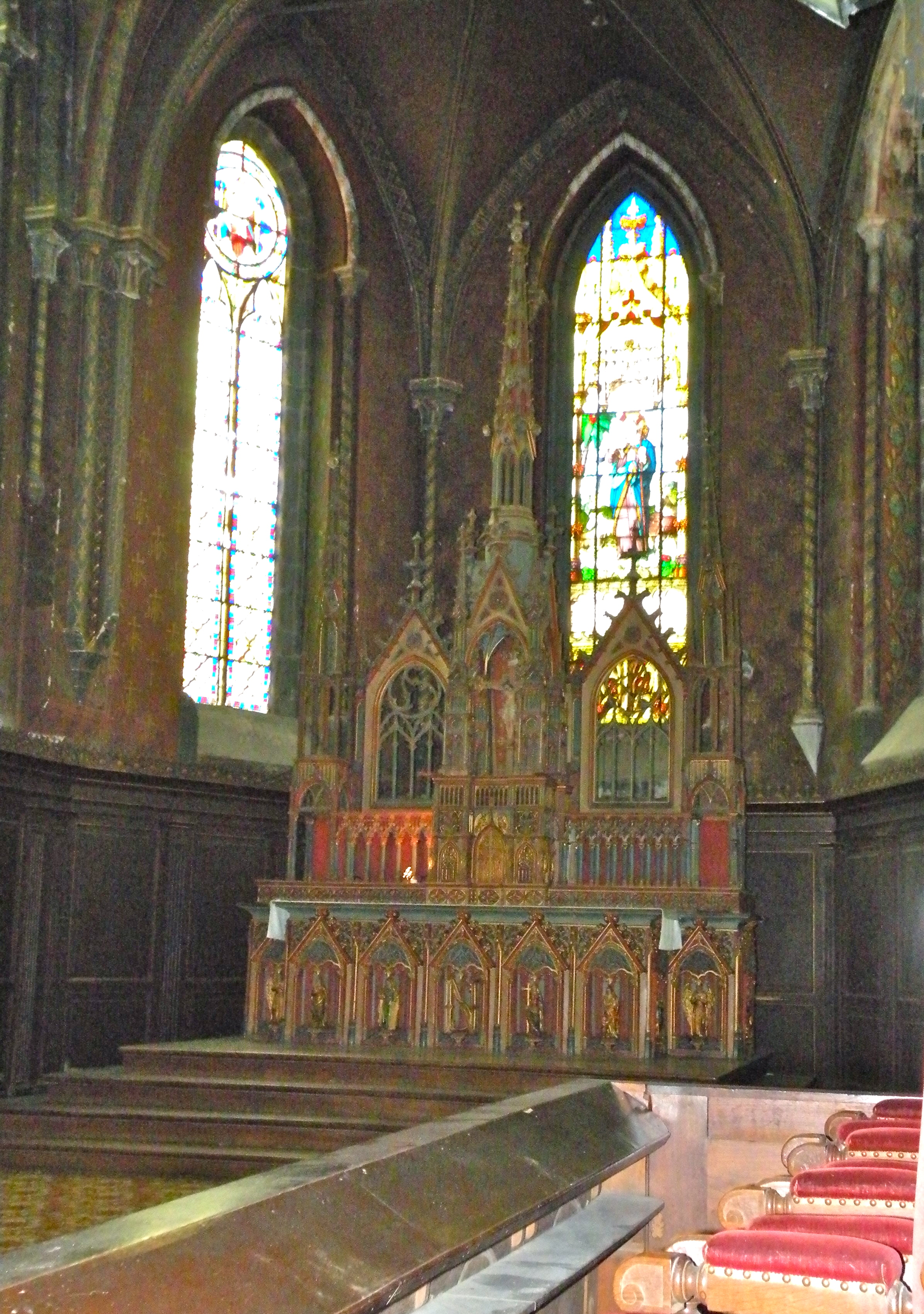
Chœur.
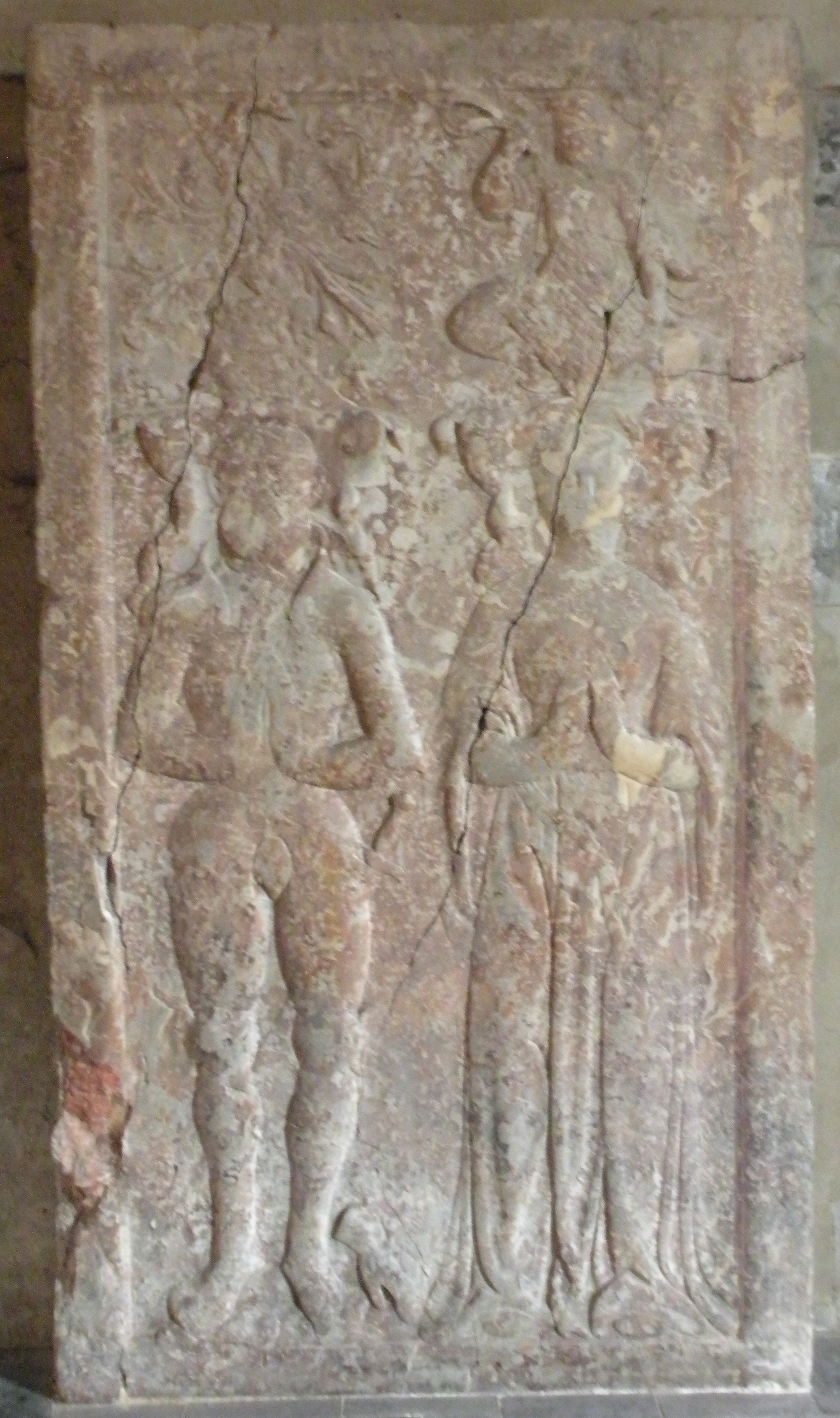
Pierre tombale d'Olivier de Blois.
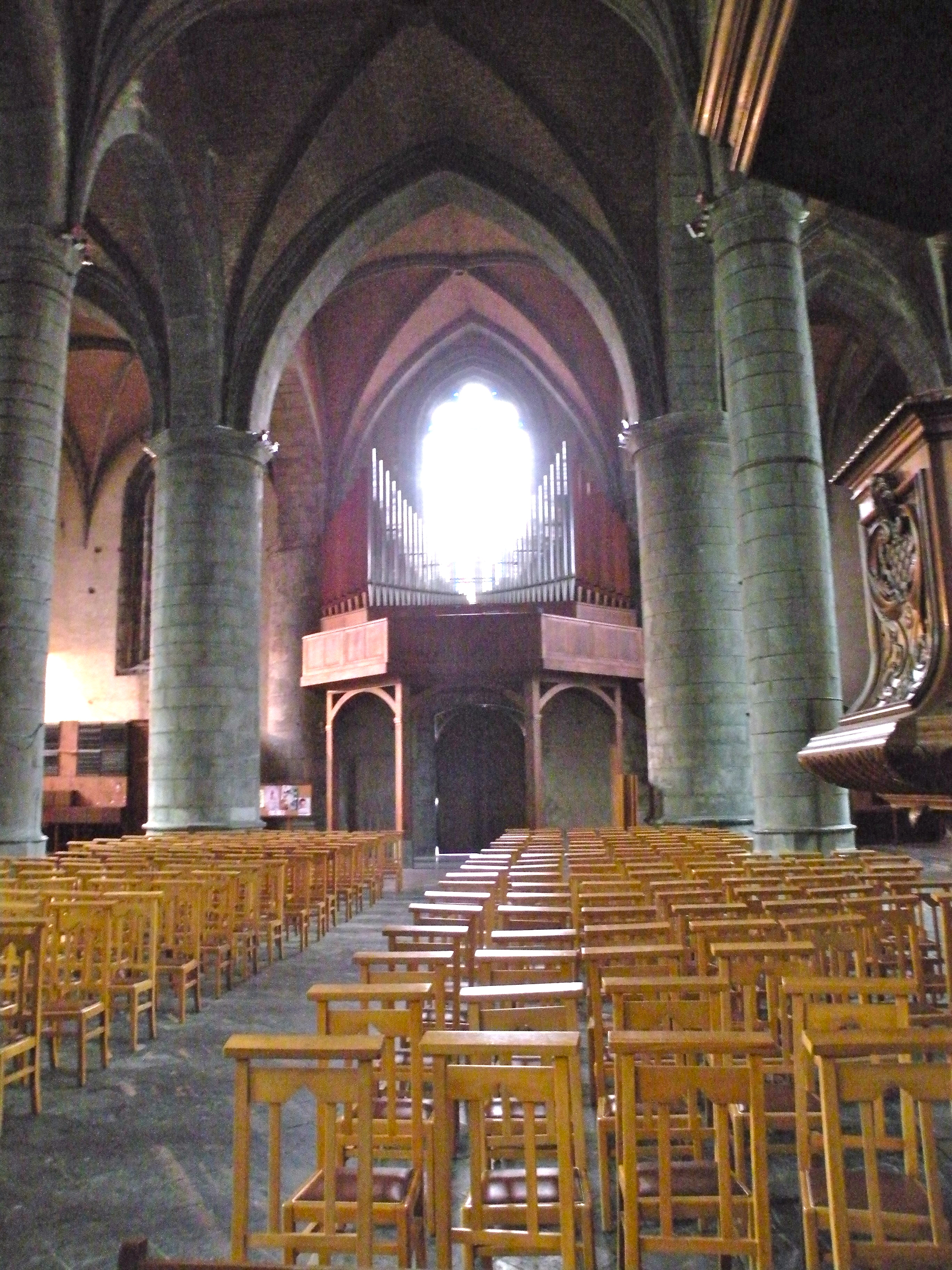
Orgue.
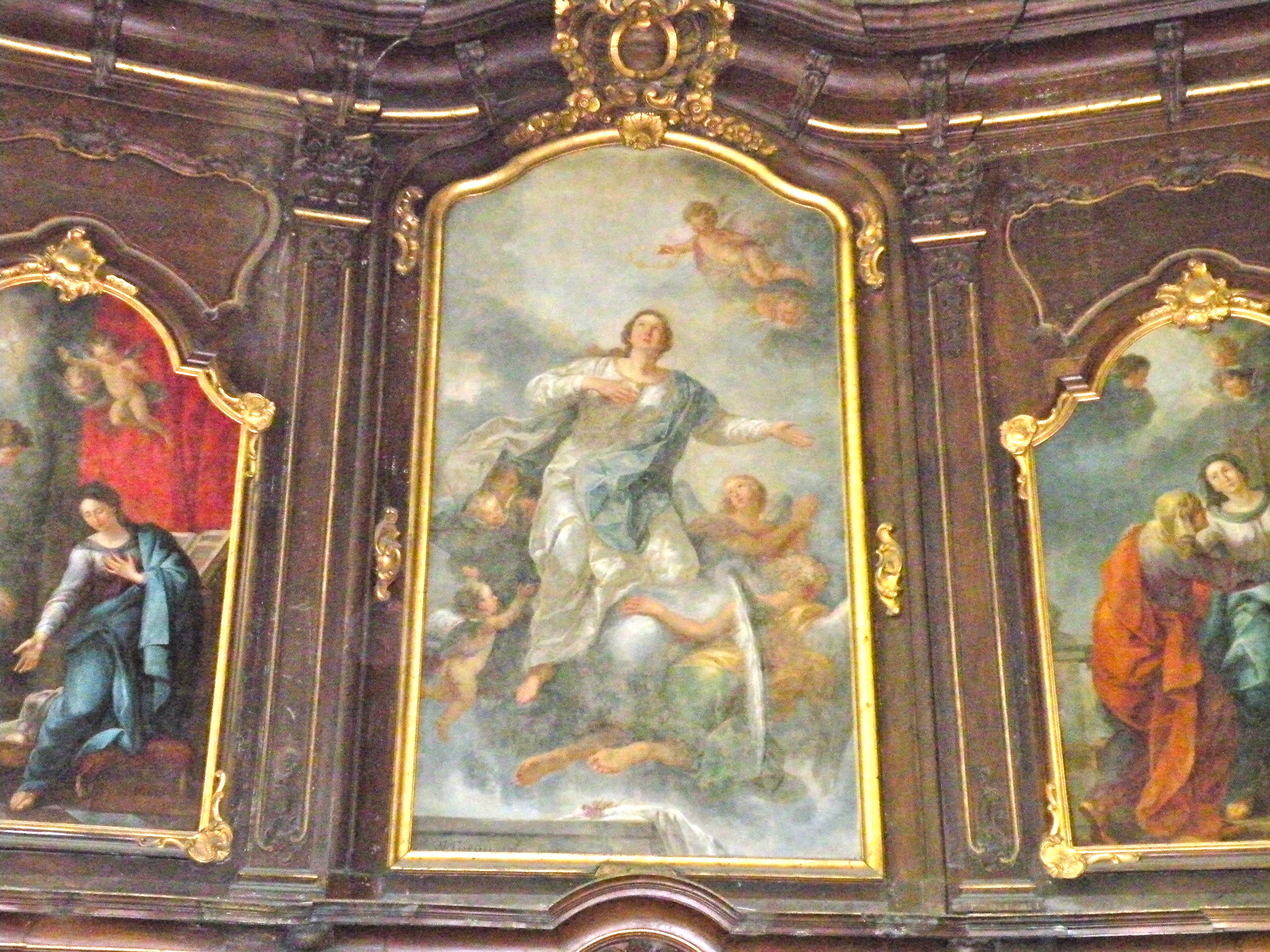
Triptyque de l'Assomption (à gauche l’Annonciation, à droite la Visitation).

## Pour compléter